# 網飛鳥
網 飛鳥（あみ あすか、1982年3月9日 - ）は、日本の俳優、モデル。
血液型B型。

## 出演

### 映画
- 博徒道 襲名披露（2005年）
- パイルドライバー（2007年）
- URAHARA（2007年）

### テレビドラマ
- 孤独の歌声（2007年）

### 舞台
- 十戒・序章（2006年）
- クォ・ヴァディス（2007年）
- 涙の芸人ブルース（2007年）
- 廃墟に咲く花（2007年）
- スターになった男（2008年）
- 幸せの向こう側（2009年）

### ラジオ
- 週間コジ虎（2007年）

### CM
- ChintaTV（2003年）

## 書籍

### 雑誌
- BiDaN
- TOKYO WALKER
- パチンコ・パチスロホール情報誌でちゃう!

### カタログ
- SoftBank